# 述補短語
述補短語是短語的結構分類之一，它的前後兩個組成部分稱為述語和補語。述補短語又稱為動補短語、中補短語、後補短語、謂補短語。補語是用來補充說明述語的動作行為的情況、結果、處所、數量、時間等。結構助詞「得」是述補短語的標誌，然而不是所有述補短語都要使用這個標誌。

## 述補短語的構成

### 謂詞性詞語作述語
述補短語中的述語之構成，跟述賓短語中的述語之構成一樣，都是以謂詞性詞語來充當的：
- 你跑得太慢了。（動詞作述語）
- 臉色蒼白得很。（形容詞作述語）

### 謂詞性詞語作補語
謂詞性詞語是補語的構成的主體：
- 把錢放進錢箱裡。（動詞作補語）
- 所有材料都預備齊全了。（形容詞作補語）
- 你的外語學得怎麼樣？（代詞作補語）
- 唱得這麼動聽（狀中短語作補語）

### 名詞性詞語作補語
名詞性詞語作補語的情況，只有表示時間長度的數量補語：
- 哭了十分鐘
- 在這裡住兩三天就走了

總括而言，述語和補語的構成都是以謂詞性詞語為主的。補語的構成同補語的語義類型有密切的關係。

## 補語的類型
按照補語的結構和語義，可以劃分出以下的主要類別：結果補語、程度補語、狀態補語、趨向補語、數量補語、時地補語、可能補語。補語的構成、結構助詞「得」的存缺，兩者都與補語的類型關係有密切的關係。

### 補語和結構助詞「得」
「得」作為結構助詞，是補語的標誌，它的用法是附於述語之後，因此它是一個後綴。然而，不是所有述補短語都要用結構助詞「得」。按照「得」的存缺，可以把補語分為三類：一定使用「得」的補語、不可以使用「得」的補語、有一對不使用「得」的基本形式和使用「得」的可能形式的補語（這類補語的可能形式除了使用「得」之外，還有一種以結構助詞「不」代替「得」的否定式）。
| 型式                            | 類型（例子）                                                   | 類型（例子）                                                   |
| ------------------------------- | -------------------------------------------------------------- | -------------------------------------------------------------- |
| 一定使用「得」的補語            | 程度補語（多得很）、狀態補語（做得好）                         | 程度補語（多得很）、狀態補語（做得好）                         |
| 不可使用「得」的補語            | 程度補語（快樂極了）、數量補語（走三趟）、時地補語（走三小時） | 程度補語（快樂極了）、數量補語（走三趟）、時地補語（走三小時） |
| 有基本型式和可能 型式兩類的補語 | 基本型式： 不使用「得／不」                                    | 可能型式： 使用「得／不」                                      |
| 有基本型式和可能 型式兩類的補語 | 方向補語（吃下去）                                             | 可能補語（吃得下去／吃不下去）（做得好／做不好）               |
| 有基本型式和可能 型式兩類的補語 | 結果補語（做好）                                               | 可能補語（吃得下去／吃不下去）（做得好／做不好）               |

### 結果補語
結果補語是用來表達述語的動作或行為的結果。可以由形容詞或動詞來充當：
- 形容詞：吃飽、喝夠、做好、抓緊、說清楚、洗乾淨
- 動詞：救活、打碎、學會、聽見

有些原本不帶賓語的動詞，一旦加上了補語，就可以帶賓語：
- *哭眼晴
- 哭腫眼晴

這種情況下，應該把詞組視為一個述賓短語，而它的述語的構成則是一個述補短語。
結果補語跟它所補充的述語是緊密地連繫在一起的，不能在中間加插賓語及體貌詞尾（了、過）：
- *把眼睛哭了腫／*打它碎
- 把眼睛哭腫了／打碎它

此外，述語之後也無須附上助詞「得」。如果附上「得」，就會變為可能補語。
狀語也不可置於述語和結果補語之間。如果要這樣做，就必須使用助詞「得」，變為狀態補語：
- *把眼睛哭很腫
- 把眼睛哭得很腫

#### 補語的語義指向
雖然補語是用來表達述語的動作或行為的結果，但是補語不一定在語義上指向述語。有的結果補語是指向主語、賓語等的述賓短語自身之外的成分。例如：
- 我們打完了球。（完了的是「打」這個動作，補語指向述語）
- 我們打破了球。（我們打球＋球破了，補語指向賓語）
- 我們打贏了球。（我們打球＋我們贏了，補語指向主語）

補語的語義所指向的對象除了是句子中的成分之外，更可以是泛指的事物，例如：
- 低度酒也會喝醉的。（補語「醉」的語義指向是泛指的人）

### 趨向補語
趨向補語是由趨向動詞來充當的。具體來說，只有下列的趨向動詞或其組合（共28個，有爭議）所充當的補語才算是趨向補語：
|    | 上   | 下   | 過   | 回   | 進   | 出   | 起   | 開   | 到   |
| -- | ---- | ---- | ---- | ---- | ---- | ---- | ---- | ---- | ---- |
| 來 | 上來 | 下來 | 過來 | 回來 | 進來 | 出來 | 起來 | 開來 | 到來 |
| 去 | 上去 | 下去 | 過去 | 回去 | 進去 | 出去 |      | 開去 | 到去 |

跟結果補語一樣，趨向補語前的述語無須附上助詞「得」。如果附上「得」，就會變為可能補語。
雖然稱為趨向補語，但趨向補語在意義上除了趨向意義之外，也有引申的意義，包括結果意義和狀態意義。

### 可能補語
可能補語可以看為結果補語或趨向補語的可能形式：在這兩類補語前的述語後附一個助詞——肯定式「得」、否定式「不」。
由於狀態補語前的述語也要後附一個助詞「得」，因此就和肯定式的可能補語的形式十分相似。
可能性除了由可能補語表示之外，還可以用能願動詞，然而兩者是有分別的。由可能補語表示可能性，是指客觀的現實存在的因素之下的可能性；如使用能願動詞，則是指主觀的、說話者可以控制的、或人為的因素之下的可能性。例如「打得破」可能是因為某物不夠堅韌，而「能打破」可能是因為有足夠的能力或適當的工具去打破某物。「說不清楚」是因為事情實在太複雜，而「不能說清楚」是因為表達能力不足。

### 數量補語
數量補語由量詞短語充當，可分為兩種。有一種是表示動作次數的動量補語，用表動量的量詞短語充當，例如：
- 看一遍
- 走一趟
- 打我一下

另一種是時量補語，用表時量的量詞短語充當，表示動作所經歷的時間長度。例如：
- 成立了五年
- 來了一個多月

表示動作發生、結束的時刻應該使用時地補語。

### 時地補語
時地補語是表示動作開始、終結的時刻或處所的補語，由介詞短語充當。例如：
- 住在何處
- 走到河邊
- 等到天亮
- 生於一九八四

### 狀態補語
狀態補語用來表示動作呈現出來的狀態或者與動作有關的事物的狀態。狀態補語的特點是前面的述語都後附一個結構助詞「得」，而補語的結構則可以十分複雜：
- 想得太過複雜
- 把他氣得臉都發紫
- 他忙得幾乎連吸一口氣的時間也沒有

有時可以用「個」代替「得」
- 雨下個不停

狀態補語可以完全省略掉，或者省略得只剩下一部分：
- 看你的臉紅得！
- 急得他呀！

#### 狀態補語和可能補語的分別
在形式上，狀態補語和可能補語都使用助詞「得」，因此有些情況下，兩種補語的表現型式是相同的。例如，要區別「做得好」這個詞組中的補語是哪一類，就要靠上文下理，其中一種方法，就是從語境中推測它的疑問式或否定式是怎樣的，或者它的前面能否增加修飾語：
| 形式   | 形式 | 狀態補語     | 可能補語       | 異同 |
| ------ | ---- | ------------ | -------------- | ---- |
| 疑問式 | 簡單 | 做得好不好？ | 做得好做不好？ | 不同 |
| 疑問式 | 擴展 | 做得有多好？ | （無）         | 不同 |
| 肯定式 | 簡單 | 做得好。     | 做得好。       | 同   |
| 肯定式 | 擴展 | 做得非常好。 | （無）         | 不同 |
| 否定式 | 簡單 | 做得不好。   | 做不好。       | 不同 |
| 否定式 | 擴展 | 做得不很好。 | （無）         | 不同 |

### 程度補語
程度補語很少，主要是副詞「極、很」、意義虛化的動詞或形容詞「透、死、壞」等，以表達很高的程度，或者「一點、一些」等數量短語表示很低的程度。這類補語用於形容詞的述語或表心理行為的動詞的述語之後。程度補語沒有否定式。例如：
- 心裡痛快極了。
- 天色已經黑透了。
- 這座大樓高得很。（必須使用「得」）
- 全面一點

## 述補短語的功能
述補短語的基本功能是充當謂語或謂詞性的中心語：
- 這個方法||行不通。
- 他||走過來 的時候沒有拿著甚麼在手上。
- 馬上把它抓緊！

有時候述補短語會充當述語，後面可以帶賓語：
- 看清楚|每一節條文。

述補短語表示一種抽象的事物或概念，入句後有可能充當主語或賓語：
- 睡得不舒適||會使人壓力增加。
- 我希望能夠睡得舒適

述補短語也可以作為修飾語（定語或狀語），但須要使用「的、地」：
- 沉悶得要死的日子終於過去了。
- 她跑得滿頭大汗地趕上了我

除了充當句法成分之外，述補短語也可以加上語調而實現為句子：
- 睡得好嗎？
- 糟透了！

## 補語與賓語的鍳別
補語與賓語都是置於述語後面的成分，兩者如何鍳別，其方法大致上有
- 從句法意義上區別：賓語的意義是涉及的對象，而補語的功用是補充、說明。例如「吃飯」和「吃飽」
- 從詞語性質上區別：
  1. 多數賓語都是體詞性的，而補語則是謂詞性的（數量補語除外）。例如「走十里」和「走十趟」
  2. 如果述語是形容詞的話，那麼後面的成分可能是補語。例如「賣了三寸」和「長（cháng）了三寸」
- 從語序靈活性上區別：如果賓語是處置對象，就可以轉換為由「把」引賓語介至述語之前的把字句，但補語不能這樣轉換。例如「浪費了一整天／把一整天浪費了」和「做了一整天／*把一整天做了」
- 從成分之間能否插入「得／不」區別：賓語前的述語總不能使用「得／不」而成為可能式。但結果補語、趨向補語兩種補語之前可以插入而成為可能式。例如「開會／*開得會」和「開好／開得好」

## 補語和賓語的語序
如果述語後面又有補語又有賓語的話，語序上就有三種情況：
- 述語+補語+賓語，例如「打入本地市場」。
- 述語+賓語+補語，例如「見他一面」。
- 述語+補語+賓語+補語，例如「拿出書來」。

## 資料來源
1. ↑  黄伯榮、廖序東主編. . 北京: 高等教育出版社. 2002. ISBN 7-04-010640-X.
2. ↑  胡裕樹. . 上海教育出版社. 1995. ISBN 7532039900.
3. ↑  .   [2010-07-21]. （原始内容存档于2016-03-04）.
4. ↑  刘月华. . 北京: 北京语言文化大学出版社. 1998. ISBN 756190648X.